# Sillsalteriet Sibirien
Sillsalteriet Sibirien är ett före detta sillsalteri i Långegärde på Sydkoster, Tjärnö socken i Strömstads kommun. Byggnaden, som uppfördes omkring 1890, är byggnadsminne sedan den 27 juni 1985. Sillsalteriet är ett arbetslivsmuseum.
Byggnaden är ett av de relativt få bevarade sillsalterierna från den stora sillfiskeperioden i slutet av 1800-talet i Bohuslän. Den har sedan dess hyst flera verksamheter som anknyter till fiskets stora roll för området. Det har en lokal förankring och betydelse för bygden. Byggnaden har en välbevarad exteriör och bostads-/kontorsdel som varit nära knuten till verksamheten.

## Historia
Byggnaden uppfördes som sillsalteri omkring 1890 på Hamneholmen utanför Ekenäs på Sydkoster. Verksamheten upphörde 1897 på grund av försämrat sillfiske och byggnaden togs i anspråk som magasin och lokal för andra till fisket anknutna verksamheter. År 1918 flyttades byggnaden till sin nuvarande plats vid sundet mellan Kosteröarna. Det användes för makrillsaltning under sommaren. Nu tillkom öknamnet "Sibirien", då det av många säsongsarbetare betraktades som en förvisningsort. De senaste decennierna har byggnaden mest använts för förvaringsändamål. Efter en 1985 fullbordad renovering inrymmer den nu museum, servering och försäljningslokal.
I salteriet arbetade ett 20-tal personer under makrillsäsongen. Det var mest kvinnor och ungdomar som rensade, saltade eller isade fisken. Saltad makrill från Koster exporterades främst till Amerika. Den fisk som inte saltades såldes till Strömstad eller Norge. Omkring 1930 började makrillfisket avta, exporten upphörde och iskrossningsmaskinen behövdes inte längre. Den dåliga tillgången innebar att all fisk nu såldes färsk.
Två räkfiskare köpte sillsalteriet 1960 som förråd för fiskeredskap. I januari 1980 övergick salteriet Sibirien i Långegärde Fiskehamnsförenings ägo.

## Beskrivning
Byggnaden ligger på kajen vid Långegärde invid Kostersundet. Byggnaden vänder sig med den norra gaveln mot sundet. Öster om byggnaden ligger den grusade hamnplanen med väntkur och servicebyggnad för färjan. Utmed vattenlinjen väster och öster om byggnaden finns sjöbodar och bryggor.
Byggnaden är uppförd av locklistpanelat och rödfärgat trä under tegeltak. På andra våningen finns ett par rum med ålderdomlig karaktär som använts för bostads- och kontorsändamål. På fasaden mot gårdsplanen finns dubbla dörrportar liksom på gaveln mot vattnet. Fönstren har vitmålade bågar. På bottenvåningen är de smala och spröjsindelade i två rutor. Fönstren på övervåningen har tre respektive två lufter. Byggnadens sydvästra fasad har tillbyggts med en uteservering i trä. På samma fasad finns en utbyggnad som ursprungligen inrymde en iskrossningsmaskin för saltning av makrillen sommartid.
Byggnadens bottenvåning inrymmer toalett, butik och restaurang. På övervåningen har den före detta bostaden inrymts för en museibostad. Hela övre våningsplanet inrymmer idag museum och är hembygdsföreningens mötesplats. Mellanväggarna är timrade.
Köket har omålade brädväggar, varav en del är material från packlådor med text. I taket finns pärlspontpanel. Köket har också en murad köksspis och köksbänkar. Det före detta bostadsrummet har vitmålat brädtak och golven täcks av omålade brädor.